# Bathiorhamnus capuronii
Bathiorhamnus capuronii är en brakvedsväxtart som beskrevs av Callm., Phillipson och Buerki. Bathiorhamnus capuronii ingår i släktet Bathiorhamnus och familjen brakvedsväxter. Inga underarter finns listade i Catalogue of Life.